# هيعريات
الهَيْعَريّات أو خفافيش حرة الذيل (الاسم العلمي: Molossidae)، فصيلة خفافيش من الخفافيش الصغيرة، وهي رابع أكبر فصيلة من الخفافيش، التي تحتوي على حوالي 110 نوعًا اعتبارًا من عام 2012، منتشرة في جميع القارات باستثناء القارة القطبية الجنوبية.